# Hörfeld, Steiermark
Hörfeld, Steiermark este o arie protejată (arie specială de conservare — SAC, sit de importanță comunitară — SCI, arie de protecție specială avifaunistică — SPA) din Austria întinsă pe o suprafață de 46,77 ha, integral pe uscat.

## Localizare
Centrul sitului Hörfeld, Steiermark este situat la coordonatele 47°00′59″N 14°30′41″E / 47.0165°N 14.5115°E.

## Înființare
Situl Hörfeld, Steiermark a fost declarat sit de importanță comunitară în martie 1995 pentru a proteja 80 de specii de animale. Alte tipuri de protecție:
- arie de protecție specială avifaunistică (în martie 1995)[2]
- arie specială de conservare (în februarie 2006)[1][3][4]

## Biodiversitate
Situată în ecoregiunea alpină, aria protejată conține 7 habitate naturale: Ape puternic oligomezotrofe cu vegetație bentonică cu Chara spp., Pajiști cu Molinia pe soluri calcaroase, turboase sau argilos-nămoloase (Molinion caeruleae), Liziere de ierburi înalte hidrofile de câmpie și de nivel montan până la alpin, Fânețe de joasă altitudine (Alopecurus pratensis, Sanguisorba officinalis), Mlaștini alcaline, Mlaștini împădurite, Păduri aluvionare cu Alnus glutinosa și Fraxinus excelsior (Alno-Padion, Alnion incanae, Salicion albae).
La baza desemnării sitului se află mai multe specii protejate:
- păsări (78): uliu porumbar (Accipiter gentilis), uliu păsărar (Accipiter nisus), lăcar mare (Acrocephalus arundinaceus), lăcar-de-rogoz (Acrocephalus schoenobaenus), lăcar-de-lac (Acrocephalus scirpaceus), fluierar de munte (Actitis hypoleucos), minunița (Aegolius funereus), pescăruș albastru (Alcedo atthis), rață sulițar (Anas acuta), rață lingurar (Anas clypeata), rață pitică (Anas crecca), rață fluierătoare (Anas penelope), rață mare (Anas platyrhynchos), rață cârâitoare (Anas querquedula), rață pestriță (Anas strepera), fâsă de luncă (Anthus pratensis), fâsă de pădure (Anthus spinoletta), stârc cenușiu (Ardea cinerea), stârc roșu (Ardea purpurea), rață-cu-cap-castaniu (Aythya ferina), rața moțată (Aythya fuligula), buhai de baltă (Botaurus stellaris), buha (Bubo bubo), caprimulg (Caprimulgus europaeus), cânepar (Carduelis cannabina), mugurar roșu (Carpodacus erythrinus),  prundaș gulerat mic (Charadrius dubius), chirighiță neagră (Chlidonias niger), barză albă (Ciconia ciconia), barză neagră (Ciconia nigra), erete de stuf (Circus aeruginosus), erete vânăt (Circus cyaneus), erete cenușiu (Circus pygargus), ciocănitoare neagră (Dryocopus martius), egretă albă (Egretta alba), egretă mică (Egretta garzetta), presură de stuf (Emberiza schoeniclus), șoim călător (Falco peregrinus), șoimul rândunelelor (Falco subbuteo), muscar-gulerat (Ficedula albicollis), muscar negru (Ficedula hypoleuca), Fringilla montifringilla, lișiță (Fulica atra), becațină comună (Gallinago gallinago), găinușă de baltă (Gallinula chloropus), ciuvică (Glaucidium passerinum), cocor (Grus grus), capîntortură (Jynx torquilla), sfrâncioc roșiatic (Lanius collurio), sfrâncioc mare (Lanius excubitor), pescăruș râzător (Larus ridibundus), grelușel-de-zăvoi (Locustella luscinioides), Locustella naevia, gușă albastră (Luscinia svecica), becațină mică (Lymnocryptes minimus), ferestrașul mare (Mergus merganser), gaia neagră (Milvus migrans), gaia roșie (Milvus milvus), codobatura galbenă (Motacilla flava), stârc de noapte (Nycticorax nycticorax), pietrar sur (Oenanthe oenanthe), vultur pescar (Pandion haliaetus), viespar (Pernis apivorus), bătăuș (Philomachus pugnax), codroșul de pădure (Phoenicurus phoenicurus), cristei de baltă (Rallus aquaticus), lăstun de mal (Riparia riparia), mărăcinar (Saxicola rubetra), mărăcinar negru (Saxicola torquatus), Stercorarius pomarinus, fluierar negru (Tringa erythropus), fluierar de mlaștină (Tringa glareola), fluierar cu picioare verzi (Tringa nebularia), fluierarul de zăvoi (Tringa ochropus), sturz-cântător (Turdus philomelos), sturz (Turdus pilaris), sturzul de vâsc (Turdus viscivorus), pupăză (Upupa epops)
- nevertebrate (1): Vertigo geyeri
- pești (1): zglăvoacă (Cottus gobio)

Pe lângă speciile protejate, pe teritoriul sitului au mai fost identificate 6 specii de plante, 2 specii de păsări, 2 specii de mamifere, 75 de specii de nevertebrate, 2 specii de pești, 2 specii de reptile.